# ندرة المحببات
ندرة المحببات هي حالة حادة وخطيرة تنطوي على قلة عدد كريات الدم البيضاء، وخاصة الخلايا المتعادلة، مما يؤدي إلى قلة الخلايا المتعادلة في الدورة الدموية. ويمثل هذا نقصا حادا في فئة من كبرى مجموعات خلايا الدم البيضاء المختصة بمكافحة العدوى. ويعتبر المصابون بهذا المرض معرضون بشدة للعدوى نتيجة لضعف النظام المناعي الخاص بهم.
في ندرة المحببات، ينخفض عددالمحببات (فئة كبيرة من خلايا الدم البيضاء التي تضم العدلات والاسسات، والخلاية الحمضية) إلى ما دون الـ 100 خلية / مم مكعب من الدم، وهي نسبة تقل عن 5 ٪ من القيمة العادية. ندرة المحببات هو أشد من نقص المحببات وربما تصيب أنواع أخرى من خلايا الدم البيضاء بالإضافة إلى العدلات.

## التصنيف
ندرة المحببات، Agranulocytosis، مصطلح مشتق من اليونانية : a، تعني بدون ؛ granulocyte، تعني المحببات، وهو نوع خاص من خلايا الدم البيضاء ؛ osis، تعني حالة مرضية. ولا تعني ندرة المحببات الغياب الكامل لها في كل الأحوال.
وكثيرا ما تستخدم مصطلحات ندرة المحببات، قلة المحببات وقلة العدلات للإشارة لنفس المعنى. وبالرغم من ذلك، فإن ندرة المحببات تعبر عن حالة أكثر شدة من نقص المحببات. بينما يعبر الأخير فقط عن نقص العدلات.
على وجه الدقة، نقص العدلات هو المصطلح الذي يستخدم عادة لوصف عدد العدلات المطلق عندما يكون أقل من 500 خلية لكل ميكرو لتر، ولكن عندما يقل العدد إلى ما دون الـ 100 خلية لكل ميكرو لتر، يطلق عليها ندرو المحببات.
ويمكن استخدام المصطلحات التالية لتحديد نوع المحببات المشار إليها :
- عدد غير ملائم من العدلات : نقص العدلات (الأكثر شيوعا)
- عدد غير ملائم من الخلايا الحامضية : نقص الخلايا الحامضية (غير شائعة)
- عدد غير ملائم من الخلايا القاعدية : نقص الخلايا القاعدية (نادرة جدا)

## العلامات والأعراض
أحيانا لا تكون ندرة المحببات مصحوبة بأعراض مرضية، ولكنها قد تظهر في صورة حمى مفاجئة، رعشة والتهاب الحلق. وعند الإصابة بأي عدوى تتدهور الحالة سريعا (مثل الالتهاب الرئوي والتهاب المسالك البولية). وكذلك تسمم الدم قد يتطور سريعا.
قد يصحب ندرة المحببات وقلة العدلات أنواع من أمراض اللثة، مثل نزيف اللثة، زيادة اللعاب، رائحة الفم الكريهة، تخلخل العظم وتدمير الأربطة الحول سنية.

## الأسباب
تتسبب مجموعة كبيرة من الأدوية والعقاقير في مرض ندرة المحببات، مثل مضادات الصرع، ومضادات تضخم الغدة الدرقية (كاربيمازول، ميثيمازول، وبروبايل ثيوراديل)، والمضادات الحيوية (البنسلين، الكلورامفينيكول وكو-ترايموكسازول، العقاقير السامة للخلايا والذهب والمسكنات (اندوميثاسين، نابروكسين، فينايل بيوتازون، ميتاميزول)، مبيندازول، وميرتازابين وبعض مضادات الاكتئاب خاصة الكلوزابين. متعاطي الكلوزابين في الولايات المتحدة الأمريكية يجب أن يتعرضوا بانتظام لتتبع لعدد كريات الدم البيضاء وللعدد المطلق للعدلات.
وعلى الرغم من أن رد الفعل بشكل عام ليس كميا، يوصي الخبراء بأن يتم توعية المرضى المتعاطون لهذه الأدوية بالأعراض ذات الصلة بالإصابة بندرة المحببات، مثل التهاب الحلق والحمى.
في الآونة الأخيرة، عزى مركز السيطرة على الأمراض تفشي حالات الإصابة بندرة المحببات بين متعاطي الكوكايين في الولايات المتحدة الأمريكية وكندا بين آذار / مارس 2008 ونوفمبر 2009، إلى وجود اليفاميزول في المخدر. وذكرت إدارة مكافحة المخدرات أنه، في شباط / فبراير 2010، 71 ٪ من كميات الكوكايين المضبوطة في شباط / فبراير 2010 والقادمة إلى الولايات المتحدة تحتوي على الليفاميزول كعنصر مضاف. الليفاميزول هو عقار مضاد للديدان وهو من العقاقير المستخدمة مع الحيوانات. والسبب في إضافة الليفاميزول إلى الكوكايين غير معروف.

## التشخيص
يتم التشخيص بعد العد الدموي الكامل، وهو فحص دم روتيني. وسيكون العدد المطلق للعدلات في هذا الاختبار من 500، ويمكن أن يصل إلى 0 خلية لكل مم مكعب. أنواع أخرى من خلايا الدم عادة ما تكون موجودة في أعدادها الطبيعية.
لتأكيد الإصابة بندرة المحببات، يوجد أمراض أخرى يجب استبعادها، مثل فقر الدم اللاننسجي، البيلة الخضابية الانتيابية الليلية، وسرطان الدم متلازمة خلل التنسج النقوي. وهذا يتطلب فحص نخاع العظم الذي يظهر كميات وأنواع خلايا النخاع العظمي طبيعية ولكن مع وجود خلايا سالفة غير مكتملة النمو. وهذه الخلايا إذا اكتمل نموها، سوف يمثل هذا العدد المفقود من المحببات

## العلاج
في حالة المرضى الذين لا يعانون من أعراض الإصابة، يتم التعامل مع الحالة عن طريق الرصد المنتظم لكريات الدم، تجنب العوامل المسببة للمرض (مقل الأدوية)، والتوعية بالأعراض المصاحبة للمرض كالحمى.
يجري التعامل مع حالات العدوى للمرضى الذين يعانون من انخفاض في عدد كريات الدم البيضاء على اعتبار أنها حالة طوارئ.
كما يعتبر نقل المحببات علاج لهذا المرض. ومع ذلك، فإن الحبيبات تعيش ~ 10 ساعات فقط في الدورة الدموية (وتعيش لعدة أيام في الطحال أو غيره من الأنسجة)، مما يجعل فترة تأثيرة قصيرة جدا. وبالإضافة إلى ذلك، هناك العديد من المضاعفات لهذا الإجراء.